# Hypsibius thaleri
Espèce
Hypsibius thaleri est une espèce de tardigrades de la famille des Hypsibiidae.

## Distribution
Cette espèce est endémique du Népal.

## Description
Hypsibius thaleri mesure de 157 à 504 µm.

## Étymologie
Cette espèce est nommée en l'honneur de Konrad Thaler.

## Publication originale
- Dastych, 2004 : Hypsibius thaleri sp. nov., a new species of a glacier-dwelling tardigrade from the Himalayas, Nepal (Tardigrada). Mitteilungen aus dem Hamburgischen Zoologischen Museum und Institut, vol. 101, no , p. 169-183 (texte intégral).